# Piotr Chrzanowski
Piotr Chrzanowski herbu Prus III – podkomorzy halicki, starosta berszadski, rotmistrz chorągwi 5. Brygady Kawalerii Narodowej.